# Богуславский полк
Богусла́вский полк — административно-территориальная и военная единица Правобережной Украины в конце XVII начале XVIII веков. Полковой центр — город Богуслав (ныне Киевская область).

## География
Гарнизон полковой сотни располагался на заросянской стороне (на территории от нынешнего педучилища до монастыря). Сотенными городками были — Медвин, Синица (ныне сёла Богуславского района Киевской области), Стеблёв и другие.

## История
Богуславский полк был создан гетманом Иваном Мазепой в 1685 году. Казаки полка в 1690-х годах принимали участие в походах правобережных полков во главе с Семёном Палием против крымских татар, в 1702—1704 годах — в боях против польской шляхты под Белой Церковью, Бердичевом, Баром, Меджибожем, Немировом,Староконстантиновым и другими.
В 1712 году, после подписания Прутского мирного договора, по которому Правобережная Украина попала под власть Речи Посполитой, был ликвидирован, а большинство его казаков переселилась в Левобережную и Слободскую Украину.

## Полковники
За все время существования полка единственным его полковником был Самойло Самусь, который одновременно (1693—1704) исполнял обязанности наказного гетмана правобережных украинских полков. В 1709 году наказным полковником был Андрей Кандыба.